# 鹿児島県道238号下里湊宮ケ浜線
鹿児島県道238号下里湊宮ケ浜線（かごしまけんどう238ごう くだりみなとみやがはません）は、鹿児島県指宿市を通る一般県道である。

## 概要
地元では「八間道路」と呼ばれる。

### 路線データ
- 起点：鹿児島県指宿市十二町（国立病院前交差点、国道226号・国道269号交点）
- 終点：鹿児島県指宿市大園原（大園原交差点、国道226号交点）

## 地理

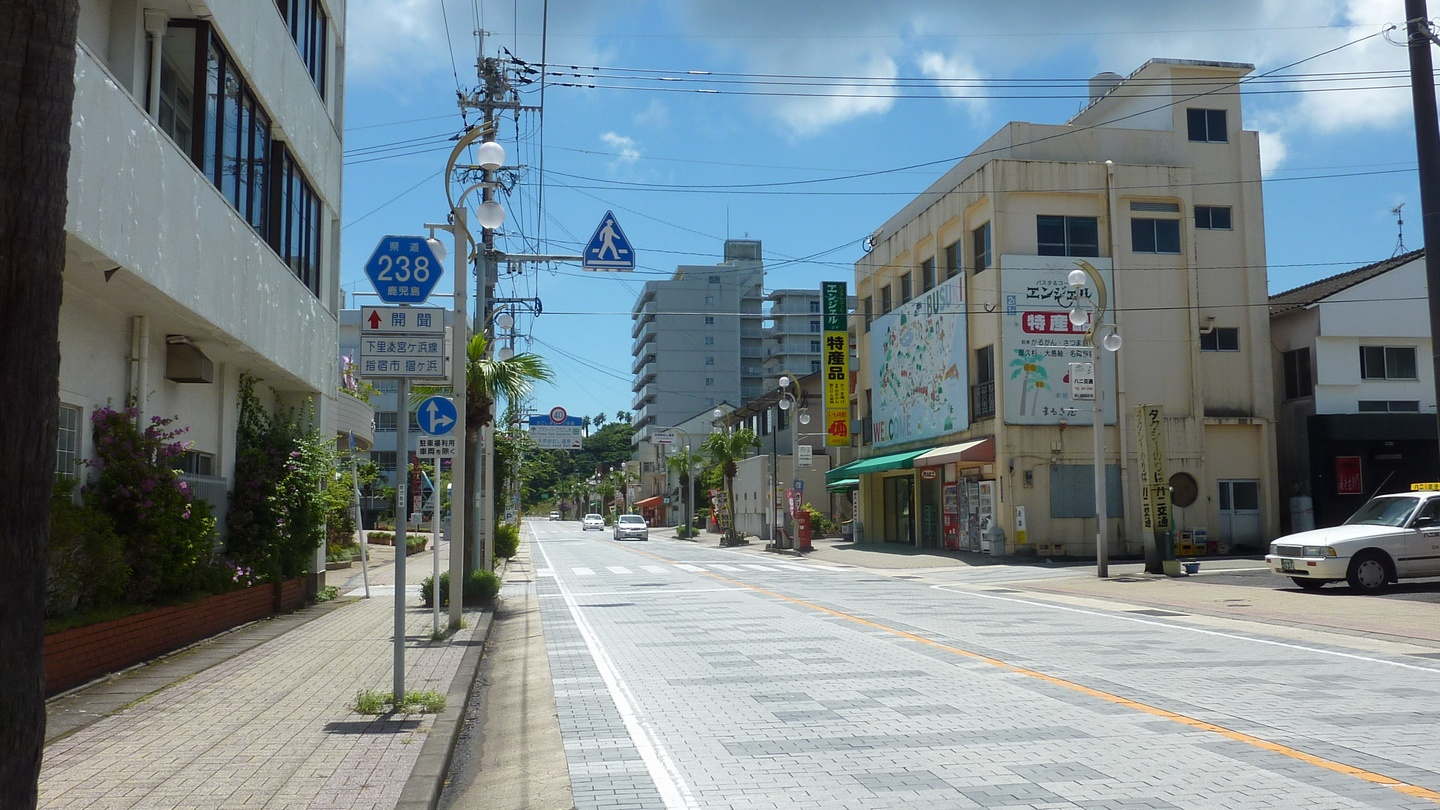
指宿市内

### 通過する自治体
- 指宿市

### 交差する道路
| 交差する道路        | 交差する場所 | 交差する場所            |
| ------------------- | ------------ | ----------------------- |
| 国道226号 国道269号 | 十二町       | 国立病院前交差点 / 起点 |
| 国道226号           | 大園原       | 大園原交差点 / 終点     |

### 交差する鉄道
- 指宿枕崎線

### 沿線
- 指宿温泉
- 国民休暇村指宿
- 魚見岳
- なのはな館